# Dimitri Lavalée
Dimitri Dominique Lavalée (ur. 13 stycznia 1997 w Soumagne) – belgijski piłkarz występujący na pozycji obrońcy w SK Sturm Graz. Wychowanek Standardu Liège, w trakcie swojej kariery grał także w takich zespołach, jak MVV, Mainz 05 i Sint-Truidense VV.